# Fairfax (Fernsehserie)
Fairfax ist eine US-amerikanische animierte Comedy-Streaming-Fernsehserie für Erwachsene, die von Matt Hausfater, Aaron Buchsbaum und Teddy Riley erstellt wurde. Die erste Staffel wurde am 29. Oktober 2021 auf Amazon Prime Video veröffentlicht. Staffel 2 wurde am 10. Juni 2022 veröffentlicht.

## Handlung
Vier jugendliche Freunde aus der Mittelschule versuchen in den Folgen Popularität in der Fairfax Avenue, einem fiktiven Teil von Los Angeles, zu erlangen. Die Fairfax Avenue ist geprägt von der Hypebeast-Kultur.

## Staffeln
| Staff | Episoden | Episoden | Veröffentlichung                 | Veröffentlichung                 |
| ----- | -------- | -------- | -------------------------------- | -------------------------------- |
| 1     | 8        | 8        | 29. Oktober 2021 auf Prime Video | 29. Oktober 2021 auf Prime Video |
| 2     | 8        | 8        | 10. Juni 2022 auf Prime Video    | 10. Juni 2022 auf Prime Video    |

## Episoden

### Staffel 1 (2021)
| Nr. (gesamt) | Nr. (Staffel) | Titel (deutsch)       | Titel (englisch)       | Regie                         | Autor                                           | Veröffentlichungsdatum |
| ------------ | ------------- | --------------------- | ---------------------- | ----------------------------- | ----------------------------------------------- | ---------------------- |
| 1            | 1             | Dr. Phil Box-Tee      | Pilot                  | Matt Taylor                   | Teddy Riley, Aaron Buchsbaum, Matthew Hausfater | 29. Oktober 2021       |
| 2            | 2             | Hundert Follower      | Big Peens              | Douglas Einar Olsen           | Teddy Riley, Aaron Buchsbaum, Matthew Hausfater | 29. Oktober 2021       |
| 3            | 3             | Fairsenioren          | Fairfolks              | Matt Taylor                   | Laura Pollack                                   | 29. Oktober 2021       |
| 4            | 4             | Dale hasst seinen Dad | Dale Hates His Dad     | Erica Hayes                   | Eva Waite                                       | 29. Oktober 2021       |
| 5            | 5             | Chernobyl-Festival    | Chernobylfest          | Douglas Einar Olsen           | Shana Godd                                      | 29. Oktober 2021       |
| 6            | 6             | Smells Like E-Spirit  | Smells Like E-Spirit   | Erica Hayes                   | Eva Waite                                       | 29. Oktober 2021       |
| 7            | 7             | Der goldene Chip      | Secure the Bag         | Matt Taylor, Patrick Kochakji | Conni Shin                                      | 29. Oktober 2021       |
| 8            | 8             | Hypebeast-Level       | Belly of the Hypebeast | Doug Einar Olsen              | Aaron Buchsbaum, Teddy Riley, Matthew Hausfater | 29. Oktober 2021       |

### Staffel 2 (2022)
| Nr. (gesamt) | Nr. (Staffel) | Titel (deutsch)                | Titel (englisch)             | Regie                      | Autor                                           | Veröffentlichungsdatum |
| ------------ | ------------- | ------------------------------ | ---------------------------- | -------------------------- | ----------------------------------------------- | ---------------------- |
| 9            | 1             | Fairfax bei Nacht              | Fairfax at Night             | Erica Hayes                | Aaron Buchsbaum, Teddy Riley, Matthew Hausfater | 10. Juni 2022          |
| 10           | 2             | In Memoriam Direktor Weston    | So You Think You Can Grieve? | Patrick Kochakji           | Shaun Diston                                    | 10. Juni 2022          |
| 11           | 3             | Der Kreislauf des Hypes        | The Circle of Hype           | Douglas Einar Olsen        | Laura Pollack                                   | 10. Juni 2022          |
| 12           | 4             | Karrieretag                    | Career Day                   | Erica Hayes, Becks Wallace | Marlena Rodríguez                               | 10. Juni 2022          |
| 13           | 5             | Die Jagd nach dem Brandstifter | This Binch is on Fire        | Patrick Kochakji           | Michael Liebenson                               | 10. Juni 2022          |
| 14           | 6             | Willkommen in Clout Nine       | Clout 9                      | Douglas Einar Olsen        | Jens Kim                                        | 10. Juni 2022          |
| 15           | 7             | Künstliche Intriganz           | Big Little Al’s              | Erica Hayes, Becks Wallace | Ariel Ladensohn                                 | 10. Juni 2022          |
| 16           | 8             | Krieg der Marken               | Fashion War                  | Patrick Kochakji           | Aaron Buchsbaum, Matthew Hausfater, Teddy Riley | 10. Juni 2022          |

## Produktion
Das Projekt wurde erstmals am 19. Dezember 2019 als ein in Entwicklung befindliches Projekt in den Amazon Studios angekündigt, wobei Matt Hausfater als Co-Creator genannt wurde. Am 29. Januar 2020 erteilte Amazon Prime Video dem Projekt einen Auftrag über 2 Staffeln, bestehend aus 8 halbstündigen Episoden pro Staffel, wobei Aaron Buchsbaum und Teddy Riley als Co-Produzenten hinzukamen und das Projekt neben Hausfater als ausführende Produzenten produzierten. Es wurde auch bekannt gegeben, dass Chris Prynoski, Shannon Prynoski und Ben Kalina von Titmouse, Inc. neben Serious Business auch ausführende Produzenten der Serie sein werden. Die Charaktere für die Serie wurden vom Grafikdesigner Somehoodlum entworfen.